# Skapce
Skapce (německy Kapsch) jsou obec v okrese Tachov v Plzeňském kraji. Leží třicet kilometrů jihovýchodně od Tachova a jednáct kilometrů jižně od Stříbra. Žije zde 120 obyvatel.

## Historie
První písemná zmínka o vesnici pochází z roku 1115.
V roce 1921 v obci žilo 330 obyvatel (všichni německé národnosti) v 60 domech.

## Obyvatelstvo
| Rok            | 1869 | 1880 | 1890 | 1900 | 1910 | 1921 | 1930 | 1950 | 1961 | 1970 | 1980 | 1991 | 2001 | 2011 | 2021 |
| -------------- | ---- | ---- | ---- | ---- | ---- | ---- | ---- | ---- | ---- | ---- | ---- | ---- | ---- | ---- | ---- |
| Počet obyvatel | 380  | 376  | 405  | 444  | 443  | 426  | 446  | 136  | 188  | 146  | 201  | 177  | 117  | 87   | 117  |
| Počet domů     | 72   | 74   | 77   | 78   | 79   | 81   | 87   | 83   | 45   | 38   | 37   | 41   | 41   | 40   | 50   |

## Obecní správa
Mezi lety 1850–1979 byly Skapce obcí v okrese Stříbro (1850–1950) a později v okrese Tachov. Od 1. ledna 1980 do 31. prosince 1991 patřily jako část města ke Kladrubům a od 1. ledna 1992 jsou opět samostatnou obcí.

### Části obce
- Krtín
- Skapce
- Zálezly

### Obecní symboly
Znak a vlajka byly obci uděleny rozhodnutím předsedy Poslanecké sněmovny Parlamentu České republiky dne 21. dubna 2020.

## Pamětihodnosti
- Kostel Nejsvětější Trojice[9]
- Boží muka na návsi
- Kříž u silnice na Kladruby
- Fara[10]